# Alois Wehrle
Alois Peter Wehrle (3. července 1791 Kroměříž – 13. prosince 1835 Banská Štiavnica) byl chemik v oboru metalurgie a vysokoškolský pedagog.

## Život
Alois Wehrle se ve Vídni vyučil lékárníkem. Zde také v roce 1819 publikoval svou disertační práci. Ve stejném roce se stal asistentem na Polytechnickém institutu ve Vídni, kde se vypracoval na docenta. V roce 1820 byl povolán na báňskou akademii v Banské Štiavnici. Zde byl řádným profesorem chemie, metalurgie a mineralogie. Tuto pozici si udržel až do své smrti v roce 1835.
Je po něm pojmenována plutonická hornina wehrlit ze skupiny peridotitu.

## Dílo
- Dissertatio inauguralis „Chemica sistens historiam acidi muriatici“. Dissertation, 1819. Eine Geschichte der Salzsäure etc. (1819)
- Ueber die Anwendung der Naphta in Bergwerken (im Jahrbuch des polytechnischen Institut in Wien, Band V, 1824)